# Žgaljići
Žgaljići (olaszul: Sgallicchio) falu Horvátországban Tengermellék-Hegyvidék megyében. Közigazgatásilag Krkhez tartozik.

## Fekvése
A Krk-sziget Šotoventonak nevezett nyugati részén Krk városától 10 km-re északnyugatra, a sziget belsejében, a legközelebbi tengerparttól 3 km-re fekszik.

## Története
A település nevét egykori lakóiról a Žgaljić családról kapta, melynek tagjai többségben ma is a sziget településein és Fiume környékén élnek.
Žgaljići valószínűleg a Šotovento egyik legrégibb települése, melynek Szent Lénárd kápolnáját már 1338-ban említik. A kápolnát Pietro Bembo krki püspök egyházlátogatásakor 1565-ben már romosnak mondják. Később, a 18. században anyagát az új bajčići kápolna építésére használták fel, mára nyoma sem maradt.
A falu területe a 15. század első feléig csak gyéren lakott volt. A Frangepánok, hogy fokozzák az adóból származó bevételeiket a 15. században velebiti vlachokat telepítettek ide, akik egy sajátos nyelvet az úgynevezett krki románt (krčkorumunjski) beszélték. A Žgaljić család is valószínűleg murlakoknak nevezett vlachok közül került ki. A Linardići és Pinezići közötti  területet ma is „Kambunnak” nevezik, mely szintén a krki románból származik és eredetileg mezőt jelentett. Kambun valamikor szintén falu volt, valószínűleg megfelel a  mai Žgaljićinak.
A Frangepánok krki uralma 1480-ig tartott, amikor Velence tartva attól, hogy a Mátyás magyar király elfoglalja Frangepán VII. Jánost a sziget átadására bírta. Ezt követően Krk szigetét a Velence által kinevezett kormányzók, velencei nemesek igazgatták, akik viszonylagos önállóságot élveztek. A 16. század elején a török veszély miatt a kontinens területeiről számos menekült érkezett ide. 1797-ben a napóleoni háborúk egyik következménye a Velencei Köztársaság megszűnése volt. Napóleon bukása után 1813-ban Krk osztrák kézre került. Ausztria 1822-ben a Kvarner szigeteivel együtt elválasztotta Dalmáciától és Isztriával kapcsolta össze, mely közvetlenül Bécs irányítása alá tartozott. 1867 és 1918 között az Osztrák–Magyar Monarchia része volt. 1857-ben 36, 1910-ben 43 lakosa volt. Az Osztrák-Magyar Monarchia bukását rövid olasz uralom követte, majd a település a Szerb–Horvát–Szlovén Királyság része lett. A második világháború idején előbb olasz, majd német csapatok szállták meg. A háborút követően újra Jugoszlávia, majd az önálló horvát állam része lett. 2011-ben 55 lakosa volt. Lakói főként mezőgazdasággal, főként földműveléssel, állattartással, kisebb mértékben olajbogyó termesztéssel foglalkoztak. Ma is a mezőgazdaság a legfontosabb megélhetési forrás és újabban inkább a falusi turizmus fejlődött.

## Lakosság
| Lakosság változása | Lakosság változása | Lakosság változása | Lakosság változása | Lakosság változása | Lakosság változása | Lakosság változása | Lakosság változása | Lakosság változása | Lakosság változása | Lakosság változása | Lakosság változása | Lakosság változása | Lakosság változása | Lakosság változása | Lakosság változása |
| ------------------ | ------------------ | ------------------ | ------------------ | ------------------ | ------------------ | ------------------ | ------------------ | ------------------ | ------------------ | ------------------ | ------------------ | ------------------ | ------------------ | ------------------ | ------------------ |
| 1857               | 1869               | 1880               | 1890               | 1900               | 1910               | 1921               | 1931               | 1948               | 1953               | 1961               | 1971               | 1981               | 1991               | 2001               | 2011               |
| 36                 | 40                 | 44                 | 63                 | 58                 | 43                 | 44                 | 45                 | 60                 | 63                 | 49                 | 44                 | 25                 | 32                 | 36                 | 55                 |